# Yutaka Baba
Yutaka Baba (馬場 悠 Baba Yutaka?, nacido el 4 de octubre de 1986 en Nara) es un futbolista japonés que se desempeñaba como defensa.

## Trayectoria

### Clubes
| Club                | País  | Año         |
| ------------------- | ----- | ----------- |
| Fagiano Okayama     | Japón | 2009 - 2012 |
| Zweigen Kanazawa    | Japón | 2011        |
| Renofa Yamaguchi FC | Japón | 2013 - 2014 |
| Nara Club           | Japón | 2014 - 2015 |
| MIO Biwako Shiga    | Japón | 2016 -      |

## Estadística de carrera

### J. League
| Club            | Año   | J. League | J. League | Copa J. League | Copa J. League | Total | Total |
| Club            | Año   | Part.     | Goles     | Part.          | Goles          | Part. | Goles |
| --------------- | ----- | --------- | --------- | -------------- | -------------- | ----- | ----- |
| Fagiano Okayama | 2009  | 0         | 0         | -              | -              | 0     | 0     |
| Fagiano Okayama | 2010  | 2         | 0         | -              | -              | 2     | 0     |
| Fagiano Okayama | 2011  | 0         | 0         | -              | -              | 0     | 0     |
| Fagiano Okayama | 2012  | 0         | 0         | -              | -              | 0     | 0     |
| Total           | Total | 2         | 0         | 0              | 0              | 2     | 0     |